# Њу Сејлем-Буфингтон (Пенсилванија)
Њу Сејлем-Буфингтон (енгл. New Salem-Buffington) град је у америчкој савезној држави Пенсилванија.

## Демографија
По попису из 2000. године број становника је 808.
| Група             | 2000.       | 2010.    |
| Белци             | 752 (93,1%) | 0 (0,0%) |
| Афроамериканци    | 53 (6,6%)   | 0 (0,0%) |
| Азијати           | 0 (0,0%)    | 0 (0,0%) |
| Хиспаноамериканци | 1 (0,1%)    | 0 (0,0%) |
| Укупно            | 808         | 0        |